# Ziggo
Ziggo B.V. è il più grande operatore telefonico via cavo nei Paesi Bassi. Fornisce la televisione via cavo (digitale e analogica), Internet a banda larga e servizio di telefonia a clienti sia residenziali che commerciali.
L'azienda è il risultato della fusione tra Multikabel, @Home Network e Casema ed è stata lanciata ufficialmente il 16 maggio 2008. I suoi principali concorrenti sono KPN e CanalDigitaal. L'altro importante operatore via cavo in olandese è UPC Nederland, che non è in concorrenza con Ziggo, dato che le loro rispettive aree di copertura non si sovrappongono.

## Televisione via cavo
Ziggo via cavo offre canali analogici e digitali a 3,100 milioni di abbonati, di cui 1,732 milioni esclusivamente all'offerta digitale. Negli ultimi anni il numero dei canali analogici è stato ridotto per rendere più larghezza di banda disponibile per i canali digitali HD. I canali sono criptati in Irdeto 2.

### TV Standaard ed altri pacchetti
Il pacchetto di base è chiamato TV Standaard e comprende 60 canali digitali (di cui 12 in HD) e 25 canali analogici. Gli altri canali e le stazioni radiofoniche sono disponibili con i pacchetti TV Plus e Extra TV.

## Lista dei canali distribuiti da Ziggo
| Canale | Nome                           | Pacchetto               | Note                            |
| ------ | ------------------------------ | ----------------------- | ------------------------------- |
| 1      | Nederland 1                    | Televisie Z1            | Disponibile anche in analogico  |
| 2      | Nederland 2                    | Televisie Z1            | Disponibile anche in analogico  |
| 3      | Nederland 3                    | Televisie Z1            | Disponibile anche in analogico  |
| 4      | RTL 4                          | Televisie Z1            | Disponibile anche in analogico  |
| 5      | RTL 5                          | Televisie Z1            | Disponibile anche in analogico  |
| 6      | SBS 6                          | Televisie Z1            | Disponibile anche in analogico  |
| 7      | RTL 7                          | Televisie Z1            | Disponibile anche in analogico  |
| 8      | Veronica / Disney XD           | Televisie Z1            | Disponibile anche in analogico  |
| 9      | NET 5                          | Televisie Z1            | Disponibile anche in analogico  |
| 10     | RTL 8                          | Televisie Z1            | Disponibile anche in analogico  |
| 11     | Ziggo TV                       |                         |                                 |
| 12     | Preview TV                     | Free-to-air             |                                 |
| 13     | Etalagekanaal                  |                         | Currently: 101 TV               |
| 12     | Zenderoverzicht                | Free-to-air             |                                 |
| 15     | 3D-demokanaal                  | Televisie Z1            |                                 |
| 16     | 13th Street                    | Televisie Z1            |                                 |
| 17     | Discovery Channel              | Televisie Z1            | Disponibile anche in analogico  |
| 18     | National Geographic Channel    | Televisie Z1            | Disponibile anche in analogico  |
| 19     | Nickelodeon / TeenNick         | Televisie Z1            | Disponibile anche in analogico  |
| 20     | Eurosport                      | Televisie Z1            | Disponibile anche in analogico  |
| 21     | Animal Planet                  | Televisie Z1            | Disponibile anche in analogico  |
| 22     | MTV                            | Televisie Z1            | Disponibile anche in analogico  |
| 23     | Comedy Central                 | Televisie Z1            | Disponibile anche in analogico  |
| 24     | CNN International              | Televisie Z1            | Disponibile anche in analogico  |
| 25     | Het Gesprek                    | Closed August 20, 2010  |                                 |
| 27     | Family 7                       | Televisie Z1            |                                 |
| 33     | ShopZo SUUS                    | Closed                  |                                 |
| 40     | één                            | Televisie Z1            | Disponibile anche in analogico  |
| 41     | Ketnet / Canvas                | Televisie Z1            | Disponibile anche in analogico  |
| 50     | BBC One                        | Televisie Z1            | Disponibile anche in analogico  |
| 51     | BBC Two                        | Televisie Z1            | Disponibile anche in analogico  |
| 52     | BBC Three                      | Kennis & Nieuws         |                                 |
| 53     | BBC Four                       | Kennis & Nieuws         |                                 |
| 54     | BBC Entertainment              | TV Digitaal Totaal      |                                 |
| 60     | Discovery HD                   | HDTV Pakket             | 1080i HDTV                      |
| 61     | National Geographic Channel HD | HDTV Pakket             | 720p HDTV                       |
| 62     | History Channel HD             | HDTV Pakket             | 1080i HDTV                      |
| 64     | Eurosport HD                   | Televisie Z1            | 1080i HDTV                      |
| 101    | Film1.1                        | Film1                   |                                 |
| 102    | Film1.2                        | Film1                   |                                 |
| 103    | Film1.3                        | Film1                   |                                 |
| 104    | Film1+1                        | Film1                   |                                 |
| 105    | Film1 Action                   | Film1                   |                                 |
| 106    | Film1 HD                       | Film1                   | 720p HDTV                       |
| 110    | Humor TV 24 (Nederland 4)      | Film & Entertainment    |                                 |
| 112    | Hallmark Channel               | Film & Entertainment    |                                 |
| 114    | TCM                            | Film & Entertainment    |                                 |
| 115    | MGM Movie Channel              | Film & Entertainment    |                                 |
| 116    | E! Entertainment               | Film & Entertainment    |                                 |
| 117    | Zone Reality                   | Film & Entertainment    |                                 |
| 119    | Misdaadnet                     | Film & Entertainment    |                                 |
| 120    | Best 24 (Nederland 4)          | TV Digitaal Totaal      |                                 |
| 121    | 101 TV (Nederland 4)           | TV Digitaal Totaal      |                                 |
| 122    | Syfy Universal                 | TV Digitaal Totaal      |                                 |
| 123    | Comedy Central Family          | Film & Entertainment    |                                 |
| 150    | RTL Lounge                     | Televisie Z1            |                                 |
| 170    | OUT TV                         | Televisie Z1            |                                 |
| 201    | Discovery Science              | Kennis & Nieuws         |                                 |
| 202    | Discovery World                | Kennis & Nieuws         |                                 |
| 203    | Discovery Travel & Living      | Kennis & Nieuws         |                                 |
| 204    | Travel Channel                 | Kennis & Nieuws         |                                 |
| 205    | Nat Geo Wild                   | Kennis & Nieuws         |                                 |
| 206    | Holland Doc 24 (Nederland 4)   | Kennis & Nieuws         |                                 |
| 207    | Geschiedenis 24 (Nederland 4)  | Kennis & Nieuws         |                                 |
| 209    | History Channel                | Kennis & Nieuws         |                                 |
| 210    | NostalgieNet                   | Kennis & Nieuws         |                                 |
| 211    | Spirit 24 (Nederland 4)        | Kennis & Nieuws         |                                 |
| 212    | Cultura 24 (Nederland 4)       | TV Digitaal Totaal      |                                 |
| 301    | Cartoon Network                | Kids                    |                                 |
| 302    | Boomerang                      | Kids                    |                                 |
| 303    | Nick Jr.                       | Kids                    |                                 |
| 304    | Nick 'Toons                    | Kids                    |                                 |
| 305    | Nick Hits                      | Kids                    |                                 |
| 306    | BabyTV                         | Kids                    |                                 |
| 307    | Familie 24/Zappelin 24         | TV Digitaal Totaal      |                                 |
| 308    | JimJam                         | Kids                    |                                 |
| 321    | Consumenten 24 (Nederland 4)   | Kennis & Nieuws         |                                 |
| 351    | TMF Dance                      | Muziek                  |                                 |
| 352    | TMF NL                         | Muziek                  |                                 |
| 354    | MTV Brand New                  | Muziek                  |                                 |
| 355    | TMF Pure                       | Muziek                  |                                 |
| 356    | Slam!TV                        | Muziek                  |                                 |
| 358    | VH1                            | Muziek                  |                                 |
| 359    | VH1 Classic                    | Muziek                  |                                 |
| 362    | TV Oranje                      | Muziek                  |                                 |
| 363    | Sterren 24 (Nederland 4)       | Muziek                  |                                 |
| 364    | Mezzo                          | Muziek                  |                                 |
| 401    | Sport1                         | Sport1                  |                                 |
| 402    | Sport1.2                       | Sport1                  |                                 |
| 403    | Sport1 Extra                   | Sport1                  |                                 |
| 404    | Sport1 Extra                   | Sport1                  |                                 |
| 405    | Sport1 Extra                   | Sport1                  |                                 |
| 406    | Sport1 Extra                   | Sport1                  |                                 |
| 409    | Sport 1 HD                     | Sport1                  | 720p HDTV                       |
| 411    | Eurosport 2                    | Sport                   |                                 |
| 412    | ESPN America                   | Sport                   |                                 |
| 413    | Motors TV                      | Sport                   |                                 |
| 414    | Extreme sports                 | Sport                   |                                 |
| 415    | Car Channel                    | Sport                   |                                 |
| 416    | ESPN Classic Sport             | Sport                   |                                 |
| 421    | Eredivisie Live 1              | Eredivisie Live         |                                 |
| 422    | Eredivisie Live 2              | Eredivisie Live         |                                 |
| 423    | Eredivisie Live 3              | Eredivisie Live         |                                 |
| 424    | Eredivisie Live 4              | Eredivisie Live         |                                 |
| 501    | BBC World News                 | Televisie Z1            | Disponibile anche in analogico  |
| 502    | EuroNews                       | Televisie Z1            | Disponibile anche in analogico  |
| 503    | Politiek 24 (Nederland 4)      | Televisie Z1            |                                 |
| 504    | Journaal 24 (Nederland 4)      | Kennis & Nieuws         |                                 |
| 505    | CNBC Europe                    | Kennis & Nieuws         |                                 |
| 507    | Weer en Verkeer                | Kennis & Nieuws         |                                 |
| 511    | Al Jazeera International       | TV Digitaal Totaal      |                                 |
| 575    | Spirit 24 (Nederland 4)        | Kennis & Nieuws         |                                 |
| 601    | ARD                            | Televisie Z1            | Disponibile anche in analogico  |
| 602    | ZDF                            | Televisie Z1            | Disponibile anche in analogico  |
| 603    | NDR                            | Televisie Z1            |                                 |
| 604    | WDR                            | Televisie Z1            |                                 |
| 605    | SWR Fernsehen                  | Televisie Z1            |                                 |
| 606    | RTL Television                 | Televisie Z1            |                                 |
| 607    | Sat.1                          | TV Digitaal Totaal      |                                 |
| 610    | arte                           | Televisie Z1            |                                 |
| 620    | RTBF Sat                       | Televisie Z1            |                                 |
| 621    | TV5MONDE                       | Televisie Z1            | Disponibile anche in analogico. |
| 622    | France 2                       | Televisie Z1            |                                 |
| 630    | Rai Uno                        | Televisie Z1            | Disponibile anche in analogico. |
| 631    | TVE Internacional              | Televisie Z1            | Disponibile anche in analogico. |
| 640    | TRT International              | Televisie Z1            |                                 |
| 641    | Euro D                         | Turks pakket            |                                 |
| 642    | ATV                            | Turks pakket            |                                 |
| 643    | TGRT EU                        | Turks pakket            |                                 |
| 644    | Samanyolu TV                   | Turks pakket            |                                 |
| 645    | Euro Star                      | Turks pakket            |                                 |
| 646    | Show TV                        | Turks pakket            |                                 |
| 647    | HaberTürk                      | Turks pakket            |                                 |
| 650    | Lig TV                         | Turks pakket uitgebreid |                                 |
| 651    | Turkmax                        | Turks pakket uitgebreid |                                 |
| 655    | Zee TV                         | Hindi pakket            |                                 |
| 656    | SET Asia                       | Hindi pakket            |                                 |
| 658    | Zee Cinema                     | Hindi pakket            |                                 |
| 660    | SET Max                        | Hindi pakket            |                                 |
| 676    | Phoenix CNE                    | Chinees pakket          |                                 |
| 677    | Phoenix InfoNews               | Chinees pakket          |                                 |
| 710    | Playboy TV                     | TV Digitaal Totaal      |                                 |
| 711    | Hustler TV                     | TV Digitaal Totaal      |                                 |
| 712    | Private Spice                  | TV Digitaal Totaal      |                                 |
| 725    | XMO                            | Gay Lifestyle pakket    |                                 |
| 727    | OutTV                          | Gay Lifestyle pakket    |                                 |
| 975    | Regio 22                       | Televisie Z1            | Disponibile anche in analogico. |
| 976    | Omroep Zeeland                 | Televisie Z1            | Disponibile anche in analogico. |
| 977    | TV Flevoland                   | Televisie Z1            | Disponibile anche in analogico. |
| 978    | TV Drenthe                     | Televisie Z1            | Disponibile anche in analogico. |
| 979    | TV Noord                       | Televisie Z1            | Disponibile anche in analogico  |
| 980    | Omrop Fryslân                  | Televisie Z1            | Disponibile anche in analogico. |
| 981    | TV Oost                        | Televisie Z1            | Disponibile anche in analogico. |
| 982    | Limburg L1                     | Televisie Z1            | Disponibile anche in analogico. |
| 983    | Regio TV Utrecht               | Televisie Z1            | Disponibile anche in analogico. |
| 984    | TV Gelderland                  | Televisie Z1            | Disponibile anche in analogico. |
| 985    | Omroep Brabant TV              | Televisie Z1            | Disponibile anche in analogico. |
| 986    | AT 5                           | Televisie Z1            | Disponibile anche in analogico. |
| 987    | TV Noord Holland               | Televisie Z1            | Disponibile anche in analogico. |
| 988    | TV Rijnmond                    | Televisie Z1            | Disponibile anche in analogico. |
| 989    | TV West                        | Televisie Z1            | Disponibile anche in analogico. |
| 995    | GoedTV                         | Televisie Z1            |                                 |
| 998    | ZiZone                         | Closed                  |                                 |

## Internet
Ziggo offre anche una connessione Internet a banda larga, e in questo settore ha 1.518 abbonati.

## Telefonia
Ziggo offre anche servizi di telefonia fissa, e in questo settore ha 1.117 abbonati.